# Daqiao (sockenhuvudort i Kina, Hunan Sheng, lat 25,11, long 112,11)
Daqiao (kinesiska: 大桥) är en sockenhuvudort i Kina. Den ligger i provinsen Hunan, i den södra delen av landet, omkring 350 kilometer söder om provinshuvudstaden Changsha. Antalet invånare är 7 595. Befolkningen består av 3 688 kvinnor och 3 907 män. Barn under 15 år utgör 22,0 %, vuxna 15-64 år 66 %, och äldre över 65 år 10,0 %.
Runt Daqiao är det ganska tätbefolkat, med 149 invånare per kvadratkilometer. Närmaste större samhälle är Suocheng, 17,4 km norr om Daqiao. I omgivningarna runt Daqiao växer i huvudsak blandskog.
Genomsnittlig årsnederbörd är 2 083 millimeter. Den regnigaste månaden är maj, med i genomsnitt 335 mm nederbörd, och den torraste är oktober, med 43 mm nederbörd.